# Valle Viejo megye
Valle Viejo egy megye Argentínában, Catamarca tartományban. A megye székhelye San Isidro.

## Települések
A megye a következő nagyobb településekből (Localidades) áll:
- El Bañado
- El Portezuelo
- Huaycama
- Las Tejas
- Pozo del Mistol
- Polcos
- San Isidro
- Santa Cruz
- Santa Rosa
- Sumalao
- Villa Dolores

Kisebb települései (Parajes):
| - Antapoca - Campo Garriga - Colonia Jojoba - El Lindero - La Sala | - Las Esquinas - Puesto Los Molinos - Ruta 13 - Agua Colorada - El Yocán |